# Kup Maršala Tita 1961-1962
La Kup Maršala Tita 1961-1962 fu la 15ª edizione della Coppa di Jugoslavia. 2284 squadre parteciparono alle qualificazioni, 32 furono quelle che raggiunsero la coppa vera e propria, che si disputò dal 10 dicembre 1961 al 4 luglio 1962.
Il detentore era il Vardar, che in questa edizione fu uscì ai sedicesimi di finale.
Il trofeo fu vinto dal OFK Belgrado che sconfisse in finale lo Spartak Subotica, squadra di seconda divisione. Per i belgradesi fu il terzo (quarto in totale, contando anche la Kup Sedmorice 1934) titolo in questa competizione.

Grazie al successo, l'OFK ottenne l'accesso alla Coppa delle Coppe 1962-1963.
Il Partizan, vincitore del campionato, uscì ai sedicesimi di finale.

## Qualificazioni
```
Questa una delle partite della coppa di 
Voivodina
:
[
5
]

ŽFK Banat Zrenjanin - Proleter Zrenjanin 2-1
```

## Sedicesimi di finale
| Squadra 1            | Risultato               | Squadra 2               |
| -------------------- | ----------------------- | ----------------------- |
| (3) Bačka B. Palanka | 3 – 1                   | Borac Banja Luka (1)    |
| (2) Budućnost        | 3 – 1                   | Željezničar (2)         |
| (3) Čelik Nikšić     | 2 – 4                   | Radnički Sombor (2)     |
| (2) Čelik Zenica     | 0 – 1                   | Sarajevo (1)            |
| (2) Maribor          | 2 – 2 (dts) (11-10 dtr) | Lokomotiva Zagabria (2) |
| (1) Novi Sad         | 2 – 1                   | Vojvodina (1)           |
| (3) Pelister         | 1 – 4                   | Dinamo Zagabria (1)     |
| (3) Rudar Kakanj     | 0 – 3                   | OFK Belgrado (1)        |
| (2) Sloboda Tuzla    | 1 – 0                   | Partizan (1)            |
| (2) Spartak Subotica | 2 – 1                   | Trešnjevka (2)          |
| (2) RNK Spalato      | 2 – 0                   | Radnički Niš (2)        |
| (2) Srem             | 0 – 1                   | Hajduk Spalato (1)      |
| (2) Sutjeska         | 0 – 2                   | Rijeka (1)              |
| (1) Vardar           | 1 – 2                   | Stella Rossa (1)        |
| (2) Varteks Varaždin | 2 – 0                   | Dinamo Zagabria II (3)  |
| (1) Velež Mostar     | 3 – 1                   | Radnički Belgrado (2)   |

## Ottavi di finale
| Squadra 1            | Risultato | Squadra 2            |
| -------------------- | --------- | -------------------- |
| (3) Bačka B. Palanka | 1 – 2     | Sloboda Tuzla (2)    |
| (1) Dinamo Zagabria  | 3 – 0     | RNK Spalato (2)      |
| (1) OFK Belgrado     | 1 – 0     | Budućnost (2)        |
| (2) Radnički Sombor  | 1 – 0     | Hajduk Spalato (1)   |
| (1) Stella Rossa     | 5 – 1     | Maribor (2)          |
| (1) Rijeka           | 1 – 2     | Velež Mostar (1)     |
| (1) Sarajevo         | 2 – 0     | Novi Sad (1)         |
| (2) Varteks Varaždin | 0 – 2     | Spartak Subotica (2) |

## Quarti di finale
| Squadra 1            | Risultato | Squadra 2           |
| -------------------- | --------- | ------------------- |
| (1) Dinamo Zagabria  | 1 – 0     | Sarajevo (1)        |
| (1) Stella Rossa     | 2 – 1     | Radnički Sombor (2) |
| (2) Spartak Subotica | 1 – 0     | Sloboda Tuzla (2)   |
| (1) Velež Mostar     | 0 – 1     | OFK Belgrado (1)    |

## Semifinali
| Squadra 1            | Risultato   | Squadra 2           |
| -------------------- | ----------- | ------------------- |
| (1) OFK Belgrado     | 2 – 1       | Dinamo Zagabria (1) |
| (2) Spartak Subotica | 4 – 3 (dts) | Stella Rossa (1)    |

## Finale
| Arbitro: | Vinko Kapusta (Zagabria) |

|                                         |           |               |
| Antić 5’, 15’ Čebinac 56’ Samardžić 76’ | Marcatori | 49’ Đukanović |

| OFK Belgrado | Spartak |

|               |  |                      |  |
|               |  |                      |  |
| P             |  | Srboljub Krivokuća   |  |
| D             |  | Miroslav Milovanović |  |
| D             |  | Momčilo Gavrić       |  |
| D             |  | Milorad Popov        |  |
| D             |  | Vasilije Šijaković   |  |
| C             |  | Srđan Čebinac        |  |
| C             |  | Zoran Dakić          |  |
| C             |  | Sreten Banović       |  |
| A             |  | Spasoje Samardžić    |  |
| A             |  | Sava Antić           |  |
| A             |  | Josip Skoblar        |  |
| Allenatore:   |  |                      |  |
| Milovan Ćirić |  |                      |  |

|                 |  |                   |  |
|                 |  |                   |  |
| P               |  | Tomislav Taušan   |  |
|                 |  | Mihalj Bleskanj   |  |
|                 |  | Stevan Ćopić      |  |
|                 |  | Ladislav Jenovai  |  |
|                 |  | Petar Ušumović    |  |
|                 |  | Jožef Agošton     |  |
|                 |  | Jožef Takač       |  |
|                 |  | Laslo Borbelj     |  |
|                 |  | Matija Hiršman    |  |
|                 |  | Milorad Đukanović |  |
|                 |  | Bela Milodanović  |  |
| Allenatore:     |  |                   |  |
| Lajoš Jakovetić |  |                   |  |